# Metatron (Praxis)
Metatron è il terzo album in studio del progetto musicale statunitense Praxis, pubblicato nel 1994.

## Tracce
1. Wake the Dead – 3:41
2. Skull Crack (We Are Not Sick Men) – 5:16
3. Meta-Matic – 2:30
4. Cathedral Space (Soft Hail of Electrons) – 1:20
5. Turbine – 2:36
6. Vacuum-Mass – 1:01
7. Cannibal (Heart Shape of the Iron Blade) – 3:07
8. Inferno/Heatseeker/Exploded Heart – 9:21
9. Warm Time Machine/Low End Transmission/Over the Foaming Deep – 4:14
10. Double Vision – 3:11
11. Armed (T.S.A. Agent #5) – 2:16
12. Warcraft (Bruce Lee's Black Hour of Chaos) – 3:07
13. Triad (The Saw is Family) – 3:13
14. Space After (The Consciousness That Dances and Kills) – 2:54

## Formazione
- Buckethead - chitarra
- Brain - batteria
- Bill Laswell - basso